# Colonoscopie
Colonoscopia este o procedură medicală ce implică examinarea endoscopică a intestinului gros (colonului) și a porțiunii distale a intestinului subțire. Această examinare se realizează utilizând o cameră montată pe un tub flexibil care este introdus prin anus. O colonoscopie permite o examinare completă a colonului, care are de obicei între 1200 și 1500 de milimetri în lungime.
Scopul colonoscopiei este de a furniza un diagnostic vizual prin inspecția mucoasei interne a colonului, care poate include identificarea unor probleme precum ulcerații sau polipi precanceroși, precum și posibilitatea de a efectua biopsii sau de a îndepărta leziuni suspecte de cancer colorectal.
În contrast, sigmoidoscopia permite examinarea doar a porțiunii distale a colonului, care măsoară aproximativ 600 de milimetri.

## Utilizări medicale

Diametrele interioare ale secțiunilor colonului

Colonoscopiile sunt indicate în cazuri precum hemoragiile gastrointestinale, modificările inexplicabile ale tranzitului intestinal și suspiciunea de malignitate. Colonoscopiile sunt frecvent utilizate pentru diagnosticarea polipilor colonici și a cancerului de colon, dar și pentru diagnosticul bolilor inflamatorii intestinale.
Testul pentru sânge în materii fecale este o analiză rapidă care poate detecta urme microscopice de sânge în scaun. Un rezultat pozitiv este aproape întotdeauna un motiv pentru efectuarea unei colonoscopii. În cele mai multe cazuri, rezultatul pozitiv este cauzat de hemoroizi; însă poate fi și din cauza diverticulozei, bolilor inflamatorii intestinale (boala Crohn, colita ulcerativă), cancerului de colon sau polipilor. Polipectomia colonică a devenit o parte de rutină a colonoscopiei, permițând îndepărtarea rapidă și simplă a polipilor în timpul procedurii, fără a fi necesară o intervenție chirurgicală invazivă.
În ceea ce privește sângele în scaun, vizibil sau ocult, este important de menționat că sângerările rectale ocazionale pot avea multiple cauze non-grave.

### Screening pentru cancerul de colon
Colonoscopia este unul dintre testele disponibile pentru screeningul cancerului colorectal, fiind recomandată persoanelor începând cu vârsta de 45 de ani. Alte metode de screening includ: sigmoidoscopia flexibilă, clisma baritată cu dublu contrast, colonografia computerizată (colonoscopia virtuală), testul guaiac pentru sânge ocult în fecale (gFOBT), testul imunochimic fecal (FIT) și testul ADN multitarget din materiile fecale (Cologuard).
În rândul persoanelor care au avut o colonoscopie inițială fără polipi, riscul de a dezvolta cancer colorectal în următorii cinci ani este extrem de scăzut. Prin urmare, nu este necesară repetarea colonoscopiei înainte de cinci ani de la prima examinare. Reexaminările sunt programate în funcție de rezultatele inițiale, cu o frecvență obișnuită la fiecare cinci sau zece ani pentru colonoscopiile cu rezultate normale. Având în vedere că polipii necesită adesea între 10 și 15 ani pentru a se transforma în cancer la o persoană cu risc mediu de cancer colorectal, ghidurile recomandă o nouă colonoscopie la 10 ani după un screening normal. (Acest interval nu se aplică persoanelor cu risc crescut sau celor care prezintă simptome.)
Screeningul prin colonoscopie este asociat cu o reducere de aproximativ două treimi a deceselor cauzate de cancerul colorectal localizat în partea stângă a colonului, dar nu este asociat cu o reducere semnificativă a deceselor cauzate de cancerul din partea dreaptă. Se presupune că colonoscopia poate reduce mortalitatea prin detectarea timpurie a polipilor și a cancerelor din partea stângă a colonului, iar într-un număr mai mic, și a celor din partea dreaptă.

## Riscuri procedurale
Societatea Americană de Endoscopie Gastrointestinală estimează că aproximativ trei din 1.000 de colonoscopii duc la complicații grave.
Cea mai gravă complicație este, în general, perforația gastrointestinală, care este o urgență medicală ce pune viața în pericol și necesită intervenție chirurgicală imediată. Alte complicații sunt legate de anestezia generală: reacții alergice, probleme cardiovasculare, agitație paradoxală, aspirație, leziuni dentare.
Dezechilibrul electrolitic cauzat de soluțiile de pregătire a intestinului este posibil, dar laxativele moderne pentru curățarea colonului sunt formulate pentru a menține echilibrul electrolitic, ceea ce face ca acest eveniment să fie foarte rar.
În timpul colonoscopiei, când se îndepărtează un polip (polipectomie), riscul de complicații crește. Acesta rezultă dintr-o arsură a peretelui colonului, provocând durere abdominală, febră, creșterea numărului de globule albe și a proteinei C reactive serice. Tratamentul constă în administrarea intravenoasă de lichide și antibiotice, precum și evitarea consumului de alimente și lichide până la ameliorarea simptomelor. Factorii de risc includ polipectomia în colonul drept, dimensiunea mare a polipului (>2 cm), leziuni non-poliopide (leziuni laterale extinse) și hipertensiune.
Deși rară, infecția colonului este un risc potențial al colonoscopiei. Colonul nu este un mediu steril, iar infecțiile pot apărea în timpul biopsiilor din ceea ce este practic o „mică tăietură superficială”, permițând pătrunderea bacteriilor în straturile inferioare ale peretelui colonului. În cazurile în care mucoasa colonului este perforată, bacteriile pot pătrunde în cavitatea abdominală.
Riscurile minore de colonoscopie pot include greață, vărsături sau alergii la sedativele care ar fi putut fi utilizate.

## Pregătire

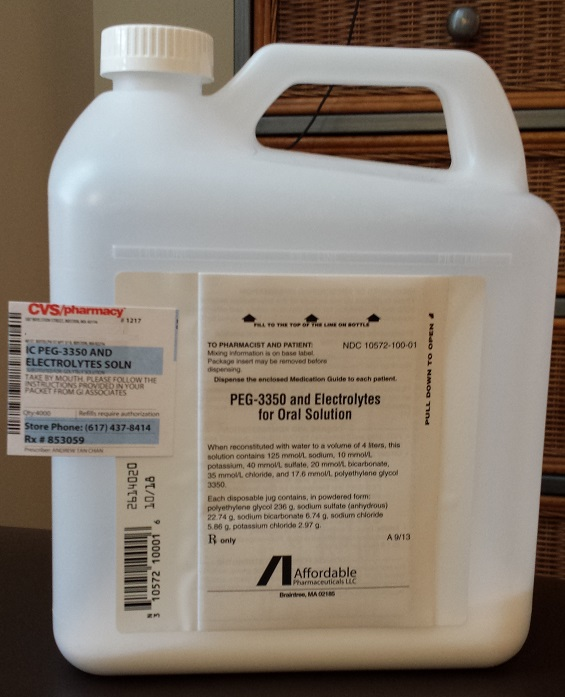
Un recipient de PEG utilizat pentru curățarea intestinelor înainte de anumite proceduri de examinare a intestinului, cum ar fi o colonoscopie.

Colonul trebuie să fie liber de materie solidă pentru ca testul să se poată efectua corect. Pentru una până la trei zile, pacientul trebuie să urmeze o dietă săracă în fibre sau să consume doar lichide clare. Exemple de lichide clare sunt sucul de mere, supa de pui și/sau vită sau bulion, băuturile carbogazoase cu aromă de lămâie și lime, limonada, băuturile sportive și apa. Este important ca pacientul să rămână hidratat. Băuturile sportive conțin electroliți care sunt pierduți în timpul curățării intestinului. Nu trebuie consumate băuturi care conțin fibre, precum sucul de prune sau portocale, nici lichide colorate în roșu, violet, portocaliu sau uneori maro; totuși, cola este permisă. În majoritatea cazurilor, ceaiul sau cafeaua fără lapte sunt permise.
Cu o zi înainte de colonoscopie (sau intervenția chirurgicală colorectală), pacientului i se administrează fie un laxativ împreună cu cantități mari de lichide, fie se realizează irigare completă a intestinului folosind o soluție de polietilen glicol și electroliți.
Pacientului i se poate cere să nu ia aspirină sau produse similare precum ibuprofen până la zece zile înainte de procedură, pentru a evita riscul de sângerare în cazul unei polipectomii. Se poate efectua un test de sânge înainte de procedură.

## Procedură
În timpul procedurii, pacientului i se administrează sedare intravenoasă, folosind agenți precum fentanil sau midazolam. Practicile de sedare variază între practicieni și țări; în unele clinici din Norvegia, sedarea este rar utilizată.
Primul pas este, de obicei, un examen digital rectal (EDR) pentru a verifica tonusul sfincterului anal și a determina dacă pregătirea a fost adecvată. Un EDR este util și pentru detectarea neoplasmelor anale, iar medicul poate observa probleme ale prostatei la bărbații supuși procedurii. Apoi, endoscopul este introdus prin anus, urcă prin rect, colon (colon sigmoid, descendent, transvers și ascendent, cecum) și, în final, ajunge la ileonul terminal. Endoscopul are un vârf mobil și multiple canale pentru instrumente, aer, aspirație și lumină. Ocazional, intestinul este insuflat cu aer pentru a maximiza vizibilitatea (procedură care poate induce pacientului senzația falsă că trebuie să evacueze). În plus, într-o procedură denumită cromoendoscopie, prin endoscop se poate pulveriza un colorant de contrast (precum indigo carmin) pe mucoasa intestinală pentru a ajuta la vizualizarea eventualelor anomalii ale morfologiei mucoasei. Cromoendoscopia crește detectarea tumorilor canceroase în colon și rect.
La majoritatea operatorilor experimentați, endoscopul este avansat până la joncțiunea dintre colon și intestinul subțire (cecum) în mai puțin de 10 minute în 95% din cazuri. Din cauza curbelor strânse și redundanței în zonele colonului care nu sunt „fixe”, se pot forma bucle în care avansarea endoscopului creează un efect de „arcuire” ce determină retragerea vârfului. Aceste bucle provoacă adesea disconfort prin întinderea colonului și a mezenterului asociat. Manevrele pentru "reducerea" sau îndepărtarea buclelor includ retragerea endoscopului în timp ce se rotește. Alternativ, schimbarea poziției corpului și susținerea abdominală prin presiune manuală externă pot „îndrepta” adesea endoscopul pentru a permite avansarea acestuia.

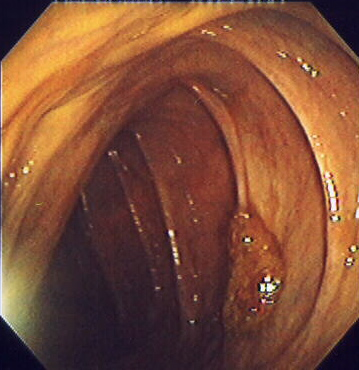
Polipul este identificat.
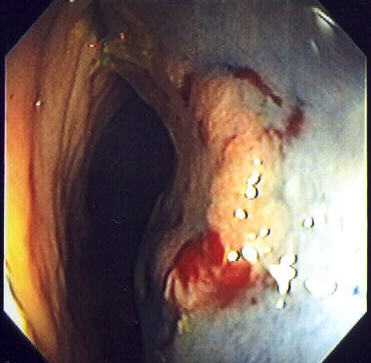
O soluție sterilă este injectată sub polip pentru a o îndepărta de țesuturile mai adânci.
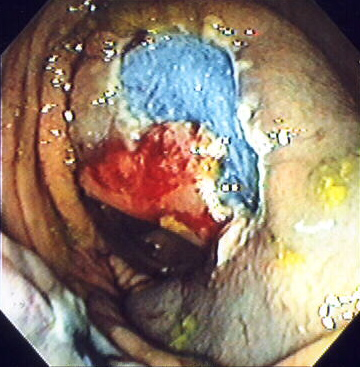
O parte din polip este îndepărtată.
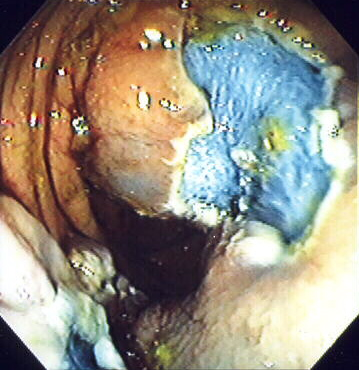
Polipul este complet îndepărtat.

## Confortul pacientului
Durerea asociată procedurii nu este cauzată de introducerea endoscopului, ci mai degrabă de insuflarea colonului pentru a permite inspectarea. Endoscopul este practic un tub lung, flexibil, cu diametrul de aproximativ un centimetru care este mai mic decât diametrul mediu al unei scaune.
Colonul are senzori care detectează când gazul neprevăzut împinge pereții colonului în afară, ceea ce poate provoca un disconfort ușor. De obicei, se folosește anestezie totală sau o sedare parțială pentru a reduce conștientizarea durerii sau a disconfortului de către pacient, sau pur și simplu pentru a atenua senzațiile neobișnuite ale procedurii. După insuflarea colonului, medicul îl inspectează cu endoscopul, care este retras lent înapoi. Dacă sunt găsiți polipi, aceștia sunt apoi excizați pentru biopsie ulterioară.
Colonoscopia poate fi realizată și fără sedare, totuși, în SUA și UE procedura se efectuează de obicei cu un anumit tip de sedare.

## Societate și cultură
Procedura de colonoscopie a atras atenția națională în Statele Unite în 1985, când președintele Ronald Reagan a trecut printr-o colonoscopie care i-a salvat viața.
Un sondaj privind colonoscopia arată o înțelegere slabă a valorii sale preventive și o răspândire largă a unor concepții greșite. Publicul are lacune de percepție legate de scopul colonoscopiei, experiența subiectivă a procedurii și cantitatea necesară de pregătire a intestinului.
Actorii Ryan Reynolds și Rob McElhenney au folosit platformele lor de social media pentru a crește conștientizarea importanței colonoscopiei ca procedură de screening pentru cancerul de colon. Ei și-au filmat propriile colonoscopii pentru a demonstra că procedura poate fi atât simplă, cât și salvatoare de vieți.